# ماريان إرينستروم
ماريانا «ماريان» ماكسيميليانا كريستيانا كارولينا لوفيسا إرينستروم (بالسويدية: Marianne Ehrenström)‏،(9 ديسمبر 1773 – 4 يناير 1867) ، كانت كاتبة سويدية، مغنية، رسّامة، عازفة بيانو، شخصية ثقافية، كاتبة مذكرات وسيدة بلاط . كانت عضوة في أكاديمية الفنون الحرة وعضوة فخرية في الأكاديمية الملكية السويدية للموسيقى .
وهي معروفة في المقام الأول بمذكراتها، التي تعتبر وثائق تاريخية قيمة، خاصة حول الحياة الثقافية المعاصرة.

## حياتها
وُلدت ماريان إرينستروم في زويبروكن بألمانيا ، إلى القائد السويدي في شترالسوند في بوميرانيا السويدية، اللفتنانت جنرال يوهان فرانس بوليت، والرسامة يوهانا هيلينا فون باتشيليل-جيهاج. حصلت ماريان على تعليم جيد؛ لغتها الأولى في المنزل كانت الفرنسية، على الرغم من أنها تحدثت الألمانية أيضًا، ولاحقا تعلمت السويدية.

### الشخصية الثقافة
بين عامي 1790 و 1803، أدت مهام وصيفة شرف لملكة السويد، صوفيا ماجدالينا ، الدنمارك، التي قيل لها إنها كانت تقدرها جدا. اشتهرت ماريان كفنانة متعددة المواهب. تعلمت الغناء بين يدي المطرب كريستوفر كريستيان كارستين، والعزف على البيانو تحت إشراف الملحن جورج جوزيف فوغلر وأخذت الدراما من الممثل جاك ماري بوتيه دي مونفيل . لكن ولكونها عضوًا في طبقة النبلاء، لم تكن نشطة كفنانة، لكنها أظهرت موهبتها في الحياة الاجتماعية في البلاط وفي المجتمع الراقي والدوائر الثقافية، واجتذبت الانتباه لقدراتها. كانت تعتبر مغنية موهوبة، عازفة بيانو بارعة، وأعجب الجمهور بلوحاتها الطبيعية ومنمنماتها. أصبحت عضوًا يحظى باحترام كبير في الحياة الثقافية السويدية المعاصرة وقتها، وكانت على دراية بعدد من الشخصيات الثقافية البارزة في تلك الحقبة، ولا سيما المسرحي كارل غوستاف أف ليوبولد، الذي التقت به والذي كرس لها قصائده. انضمت ماريان إرينستروم إلى أكاديمية الفنون الحرة في عام 1800، وأصبحت عضوًا فخريًا في الأكاديمية الملكية السويدية للموسيقى في عام 181.

### الحياة في وقت لاحق
في عام 1803 ، غادرت البلاط الملكي وتزوجت من العقيد نيلز فريدريك إرينستروم (1756-1816). وبحسب ما ورد، كان الزواج مجرد أمر عملي بحت؛ كان إرينستروم صديق قديم لعائلتها واضطرت إلى التفكير في مستقبلها، لأن عائلتها لم تكن ثرية واحتاجت إلى الزواج من أجل إعالة نفسها. زوجها، من ناحية أخرى، تم تعيينه قائداً لجوتنبرج واحتاج إلى زوجة للتعامل مع الجانب التمثيلي في منصبه، حيث كان قد طلق زوجته الأولى ماريا شارلوتا فون شيفين بسبب هروبها مع ابنهما بالتبني. بعد الزفاف، غادرت ستوكهولم إلى جوتنبرج، حيث أصبحت عضوًا مشهورًا في حياة المجتمع العالي في جوتنبرج. الزواج لم ينتج عنه مشكلة.
في عام 1812 ، أفلس زوجها وفقد منصبه، فانفصلت عنه وعادت إلى ستوكهولم. بين عامي 1815 و 1831 ، دعمت نفسها ماليا من خلال إدارة مدرسة للبنات. بعد أن أغلقت مدرستها في عام 1831، أمست تعيش على بعض المعاشات الصغيرة التي قدمها لها معارفها القديمون.

## الإرث
في عام 1826 ، نشرت كتابًا عن الكتّاب والمسرح والموسيقى والرسم والنحت. تشتهر إهرنستروم بمذكراتها الفرنسية، والتي تُعتبر عملاً مرجعياً قيماً في ستوكهولم وغوتنبرغ المعاصرة في 1792-1812، ولا سيما الحياة الثقافية المعاصرة. تُحفظ المخطوطة غير المنشورة في الأكاديمية السويدية .
تمت ترجمة جزء مختار من مذكراتها ونشرها بواسطة هنريك شوب في عام 1919 تحت عنوان Den sista gustavianska hofdamen («آخر سيدات البلاط من عصر غوستاف الثالث»)

## في الخيال
تم تصوير ماريان إرينستروم في رواية Pottungen ( طفلة تشامبر بوت) من قبل آنا لاستاديوس لارسون من عام 2014 ، والتي جمعتها إلى جانب كل من أولريكا باش وآنا ماريا لينجرن وأولريكا ويدستروم وجينا فون لانتنغهاوزن وصوفي فون فيرسن، ليصبحن عضوات في جمعية الجوارب الزرقاء المجتمع والذي أنشأته هيدفيغ إليزابيث شارلوت من هولشتاين جوتورب .

## أعمال
- 1826 - Notices sur la littérature et les beaux arts en Suède
- 1830 - Notice biographique sur monsieur de Leopold, secrétaire d'état